# John Holland
John Macfarlane Holland, född 20 december 1926 i Auckland, död 9 juni 1990, var en nyzeeländsk friidrottare.
Holland blev olympisk bronsmedaljör på 400 meter häck vid sommarspelen 1956 i Helsingfors.